# Бари (Канада)
Вижте пояснителната страница за други значения на Бари.
Бари (на английски: Barrie, звуков файл и буквени символи за произношение) е град в Канада, провинция Онтарио.
Има население от 141 434 жители (по данни от 2016 г.) и е разположен в най-гъсто населената част на страната. Неофициално се счита за част от агломерацията на Торонто, който се намира на около 90 км на юг.

## География
Разположен е на брега на езерото Симко на 252 м надморска височина. Климатът е с топли и влажни лета и студени, снежни зими. Средната снежна покривка достига до 238 см годишно.